# Aleksander Mihajlovič Akviljanov
Aleksander Mihajlovič Akviljanov (rusko Александр Михайлович Аквилянов), sovjetski general, * 1909, † 1994.